# جينوني
جينوني، (بالإنجليزية: Genoni)‏، (سردينيا: Geroni)، هي بلدية في مقاطعة سردينيا الجنوبية في إقليم سردينيا الإيطالي، وتقع على بعد حوالي 70 كم (43 ميل) شمال كالياري، وحوالي 35 كم (22 ميل) جنوب شرق أوريستانو. تقع جينوني على حدود البلديات التالية: الباجيارا، أسولو، جينيوري، جيستوري، جونوسنو، لاكوني، نوراجوس، نورجي، سيتزو، سيني.

## السكان
في سنة 1861 بلغ عدد السكان 1٬378 نسمة، وتطور العدد ليصل في سنة 2011 لـ 885 نسمة.
يظهر هذا المخطط البياني تطور النمو السكاني لـ جينوني